# Pukalovägen
Pukalovägen är vägen från Häggarp i Karlstorps socken till Lönneberga stationssamhälle.

## Vägen före 1800-talet
Vägsträckningen såväl som namnet "Pukalovägen" är dokumenterad i text 22 januari 1795 av kronolänsman L.Berséen i "1700-talets vägväsen i Östsmåland och på Öland" som skriver: "Vägen har namn av en däld i ett slätt berg, varest formerades en logbotten med låga kanter; den gamla Pukes loga är ock skäl mellan flera hemman och ligger tätt vid östra sidan om denna väg"
Citatet av kronolänsman Berséen avser en rapport av ett antal vägar som 20 till 30 år tidigare upphöjts från sockenväg till häradsväg varvid historieforskning kan hävda att vägen åtminstone funnits sedan mitten av 1700-talet.
Kyrkoherde Per Kastman i Lönneberga rapporterade 1794 om en väg kallad Bruksvägen mellan de båda bruken i Storebro och Pauliström (varav Pukalovägen endast var en del). Bruken hade vid tiden samma ägare och vägen användes för transport av färdiga varor från bruken, men även råvaror samt sjö- och myrmalm (bärgad längs vägen) som användes av bruken.
Som förklaring på namnet "Pukalo" finns dels ovanstående citat, alternativt en etymologisk förklaring namnet skulle komma av puke ’djävul’ och loge ’dal’ och direkt sammansatt då skulle vara ’djävulsdal’.

## Vägen från 1800-talet till nutid
Från 1770 är det historiskt belagt via sockenprotokoll att bönderna i byarna vid sidan av vägen var ålagda att underhålla vägen såsom häradsväg. Successiva förbättringar av vägen skedde under 1800-talet och tidigt 1900-tal, men den krokiga och backiga 1700-talssträckningen bestod fram till 1930-talet. Det är två speciella vägprojekt som definierat vägen till vad den är idag. I början av 1900-talet var Lönneberga stationssamhälle en stor upplags- och utlastningsplats för trävaror via järnväg vilket skapade ett tryck på de lokal väghållarna att vägen behövde förbättras. Under år 1924 genomfördes mätningar som resulterade i ett förslag för ombyggnad av vägen från länsgränsen vid Kvarnö fram till järnvägsstationen i Lönneberga; i denna föreslogs vägrätningar med mera, och även planskilda korsningar för järnvägen och kreaturen. Efter lokala påtryckningar anhöll Vägstyrelsen 1930 hos Statens Arbetslöshetskommission att om- och tillbyggnadprojektet skulle bli ett "AK-arbete", det vill säga ett beredskapsarbete och det skulle utföras enligt 1924 års förslag. Arbetet bedrevs som "AK nr 177" mellan åren 1931 och 1935 skedde under primitiva omständigheter med dynamit och handkraft. De massor som behövdes för att bygga om vägen rallades ut med skottkärror på landgångar och vid längre avstånd lades räls varpå små tippvagnar drogs.". I enlighet med 1924 års förslag utfördes två "koportar" under vägen vid Rakenäs respektive Gallö marker samt järnvägsviadukten i Lönneberga. AK projekt nr 177 utfördes i tre etapper varav etapp 1 och 3 i huvudsak berörde Pukalovägen, medan etapp 2 avsåg anslutningsvägen mellan Pukalovägen och Lönneberga kyrka. Budgeterad kostnad för etapp 1 och 3 var 169 100 kr (motsvarande 5,5 miljoner kr i 2019 års penningvärde)  
På 1980-talet moderniserades och breddades vägen ytterligare för att fungera som transportväg mellan den dåvarande MoDo-koncernens två fabriksanläggningar i Pauliström och Silverdalen.